# カルヴァン・フィックス
カルヴァン・フィックス(英語: Calvin Fixx, 1906年8月1日 – 1950年3月3日)は、アメリカ合衆国のジャーナリスト、作家、雑誌編集員である。『タイム誌』(Time Magazine)の編集者仲間、ロバート・キャンウェル、ウィテカー・チェインバースとは生涯に亘って友人同士であった。彼ら3人は、1920年代から1930年代にかけて共産主義を信奉していたが、1939年に反共主義に転向した。
1950年、心臓発作で亡くなった。

## 生い立ち

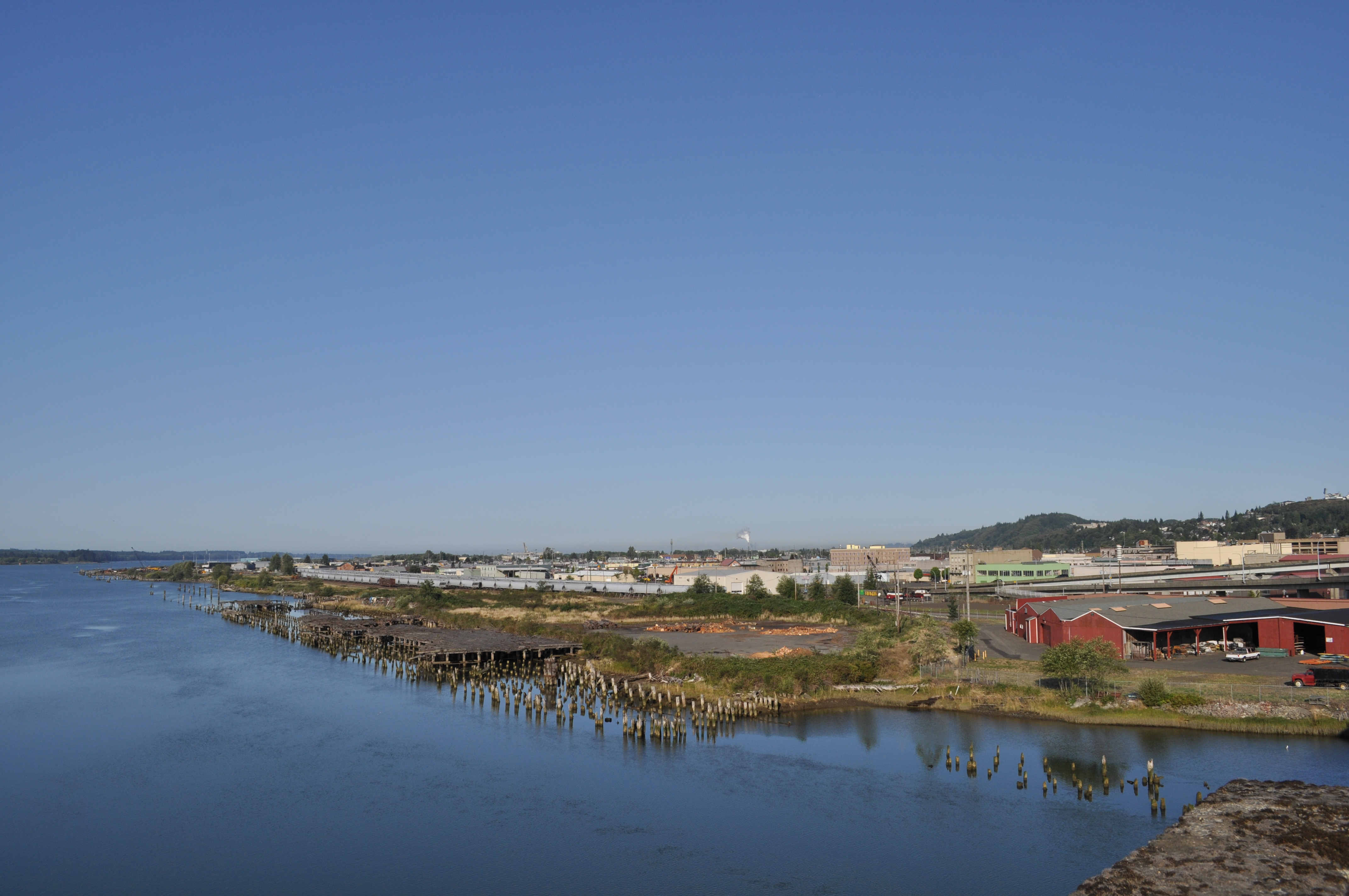
アバディーンの風景

1906年8月1日、アイダホ州ライマン(Lyman)にて、父ヘンリー・マーティン・フィックス(Henry Martin Fix, 1883 - 1971)と、母マギー・プリスラ・スミス・フィックス(Maggie Priscilla Smith Fix, 1888–1958)の間に生まれた。生誕時の名前は「Calvin Henry Fix」。
ワシントン州アバディーンにある高校に通い、そこで生涯の友人となるロバート・キャンウェルと出会う。アバディーンにある実務専門学校に短期間通ったことがある。
フィックスとキャンウェルは、「ニューヨークへの逃亡」を夢見ていたという。

## 経歴

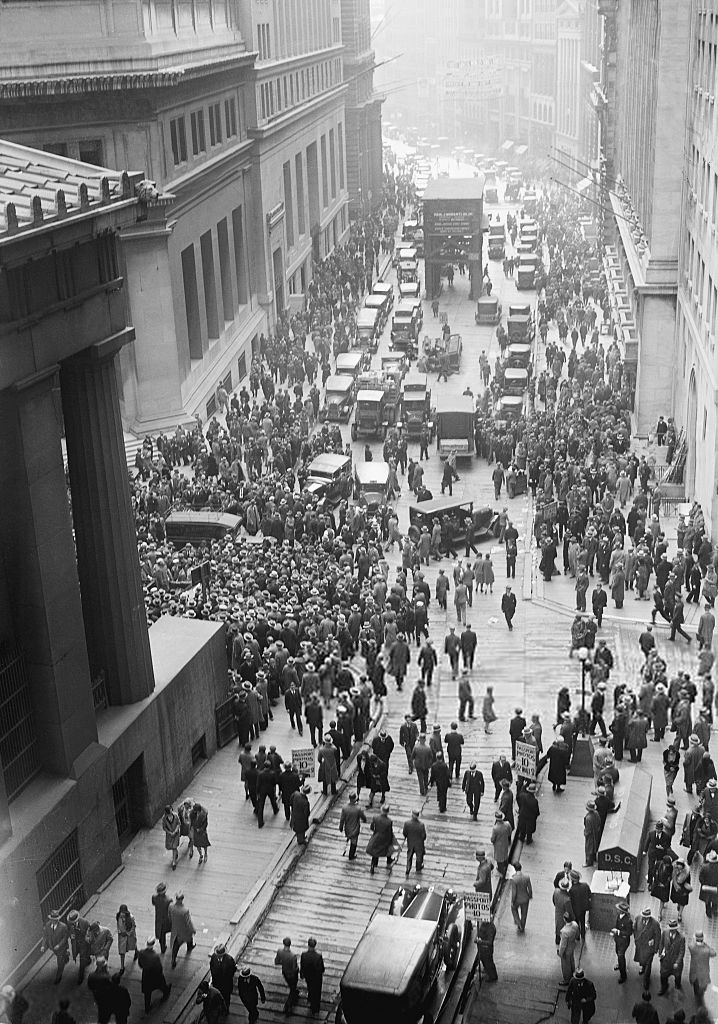
1929年10月29日、ウォール街での大暴落で、証券取引所の外に集まった群衆

1927年、フィックスはヒッチハイクを利用して州を跨いでニューヨークへと向かった。グリニッチ・ヴィレッジ(Greenwich Village)にある書店で非常勤で働きつつ、自由契約で書評を書いたり、作家のライル・サクスン(Lyle Saxon)の秘書として働いた。このとき、フィックスは「動詞は名前にはなりえない」との理由から、自身の苗字である「Fix」に「x」の文字をもう1つ付け加えた。フィックスはロバート・キャンウェルの代理人の内定を得てその役目を務めるようになり、キャンウェルの初の短編小説の出版を手伝った。1929年、フィックスはキャンウェルに対して「ニューヨークへ来ないか」と働きかけ、グリニッジ・ヴィレッジにある共同住宅で暮らした。
1936年、フィックスは、ロバート・キャンウェル、ロバート・フィッツジェラルド(Robert Fitzgerald)、ジェイムス・アギー(James Agee)とともにタイム社に入社した。
1939年の初頭、フィッツジェラルドがタイム社を辞職。この年の4月、ヘンリー・ルース(Henry Luce)がチェインバースを雇い、フィックスはチェインバースとともに書籍部門に配属となった。
1940年、作家のウィリアム・サローヤン(William Saroyan)は、自身の戯曲『Love's Old Sweet Song』の中で、カルヴァン・フィックスをタイム誌の「寄稿編集者」の1人として挙げた。
1942年10月、『書籍の巻末』部門でチェインバースと一緒に働いていたフィックスは激しい心臓発作に見舞われた。心臓発作の原因について、「おそらくは、チェインバースと一緒に、1日半かけて休憩無しに働きながら、6箱分のタバコと絶え間なくコーヒーを消費する習慣のせいではないか」とみられている。ヘンリー・ルースは、一年間の休暇と給料をフィックスに与えた（フィックスの後任として、ワイルダー・ホブソン(Wilder Hobson)が書籍の編集補佐に就任した）。フィックスが心臓発作を起こしたその一か月後にチェインバースも同じく心臓発作を起こし、休暇を与えられた。
1943年、フィックスは職場復帰を果たした。フィックスは、チェインバースとともに「特別計画」に参画し、編集員としての仕事を辞めた。広報部門でも勤務した。

## 私生活

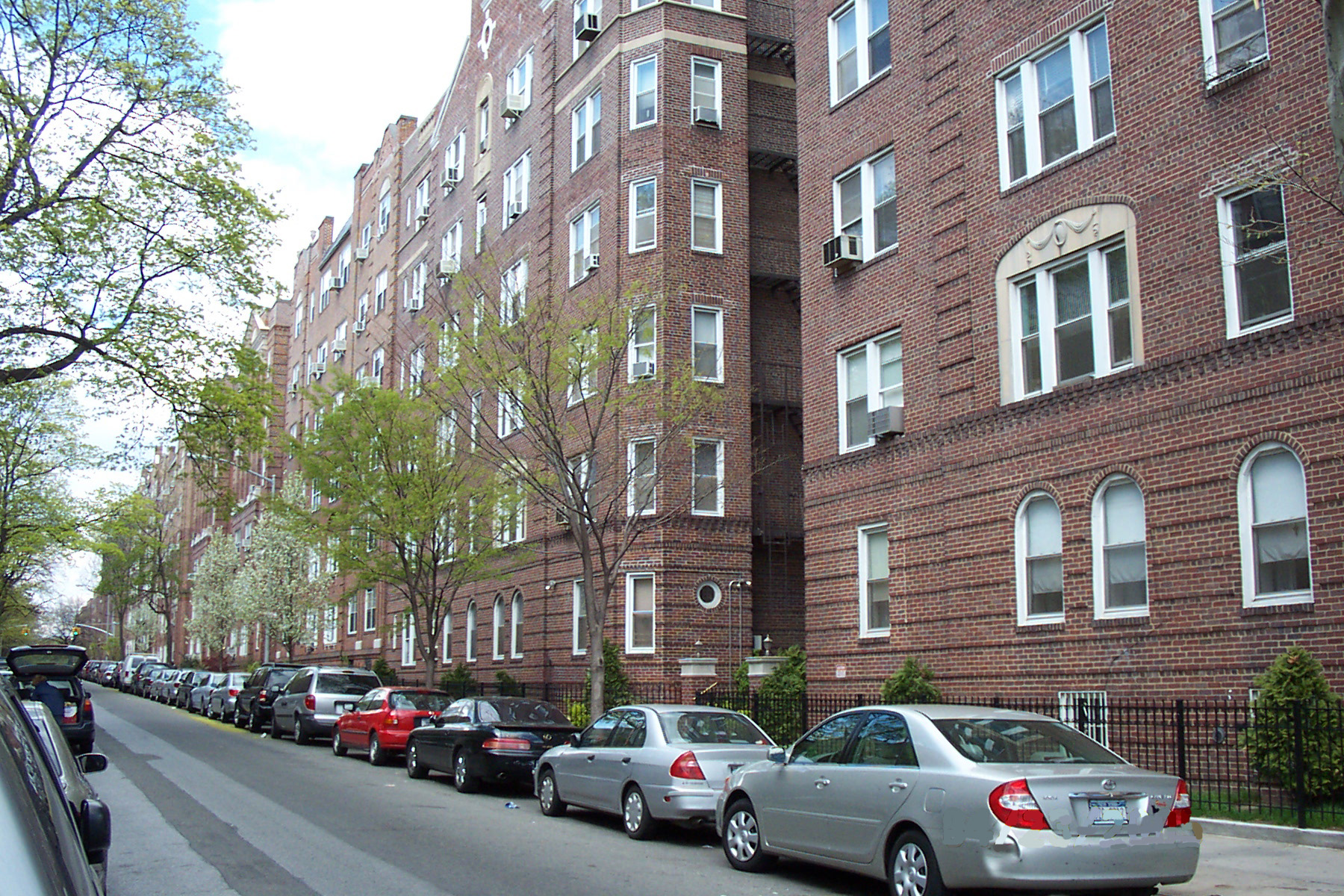
クイーンズ区ジャクソン・ハイツにある住宅街。フィックスは生涯の大半をここで過ごした

1930年10月31日にマーリス・ヴァージニア・フラー(Marlys Virginia Fuller, 1906 - 2004)と結婚した。マーリスはノース・ウェスタン大学の1929年の卒業生であった。夫婦はニューヨーク・クイーンズ区ジャクソン・ハイツ3328-81通りにある住宅街で暮らした。
ロバート・フィッツジェラルドによれば、フィックスはモルモン教徒(Mormon)であり、妻のマーリスはイングランド国教会(Anglican Church)の会員であったという。夫カルヴァンの死後、マーリスはオーバリン大学の寮母やメイ・コテージ(May Cottage)の管理人として働いた。
息子のジム・フィックス(Jim Fixx)が1984年に亡くなったとき、数百万ドル相当の財産を母に遺した。

## 死
1950年3月3日、フィックスは2度目の心臓発作を起こし、ニュー・ジャーズィー州アトランティック市にある病院で亡くなった。死後、ニューヨーク州カーメル、パットナム郡(Putnam County, Carmel, New York)にあるラウドンズビル墓地(Loudonsville Cemetery)に埋葬された。
息子のジム・フィックスも、1984年に心臓発作を起こして死亡している。ジムは1977年に出版した著書『The Complete Book of Running』でジョギングを普及させた人物でもあったが、ジョギングに励んでいる最中に心臓発作に見舞われてそのまま死亡した。

## 評価

スペイン内戦(1936 - 1939)のころの地図

フィックスは、同僚、1930年代の多くの従業員とともに、歴史家のロバート・ヴァンダーラン(Robert Vanderlan)が言うところの「介在型知識人」としてタイム誌を盛り立てようとした。同僚で作家のジョン・ハースィー(John Hersey)は、当時のタイム誌の様子について以下のように書いた。
『タイム誌』は興味深い局面を迎えていた。作家のトム・マテューズ(Tom Matthews)が、ジェイムス・アギー、ロバート・フィッツジェラルド、ウィテカー・チェインバース、ロバート・キャンウェル、ルイ・クローネンバーガー(Louis Kronenberger)、カルヴァン・フィックスといった、才能溢れる作家の一団を集めていた。彼らは実に魅力的であった。当時のタイム誌の文体はわざとらしく、口先だけの文章  -「心が揺さぶられるほどに引っ込み思案な文章」- が目立っていたが、新参者の私でも、雑誌に掲載されたそれぞれの作品を読んで、誰が書いたのかが分かったのは、彼ら独自の顔・意見が見えたからだ

### 同僚
フィックスの死は、友人たちに悲しみをもたらした。フィックスの死を知らされたロバート・キャンウェルは、執筆創作意欲を失った。ウィテカー・チェインバースは、自身の回顧録の中で、フィックスについて「親友」と表現した。チェインバースは、別の友人に宛てた手紙の中で以下のように書いた。
今朝の7時、私の友が死んだ。私のことを最もよく知る友人であり、私が明白な信頼を寄せており、常にその見識、辛抱強さ、勇敢さ、謙虚さに敬意を表していた人物、カルヴァン・フィックスが亡くなったのだ
チェインバースは、自身の息子を連れてフィックスの葬儀に参列した。
作家のスローン・ウィルスン(Sloan Wilson)がタイム社に入社した際、フィックスはウィルスンの担当を任され、責任を負う立場にあった。

## 共産主義とアルジャー・ヒス事件

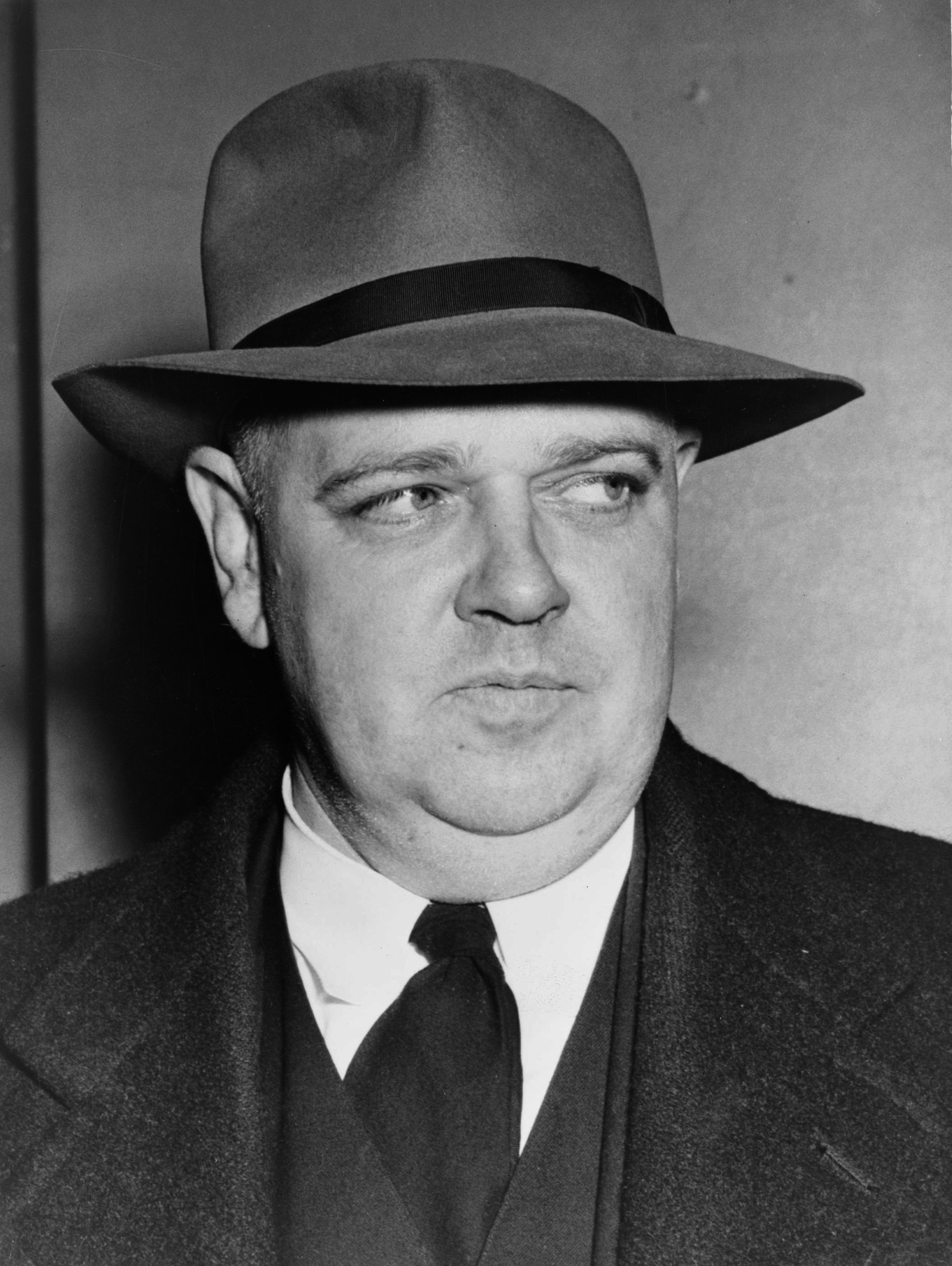
ウィテカー・チェインバース

1930年代に勃興した人民戦線(Popular Front)の時期、フィックスは、アメリカ共産党(Communist Party USA)を支持し、マルクス主義を信奉していた。1939年8月23日、アドルフ・ヒトラー(Adolf Hitler)とヨシフ・スターリン(Иосиф Сталин)の間で協定が結ばれた（独ソ不可侵条約）。この年、フィックスはキャンウェル、チェインバースとともに反共主義に転向した。
1939年、彼ら3人は、共産主義者に舵を取られていた新聞組合のタイム支部に乗り込み、スペイン内戦(The Spanish Civil War)で共和派を支援する動議を提出するも、独ソ不可侵条約が結ばれたのち、共産主義者たちは民族主義者たちを支持しており、結果は42対3で、フィックスたちの申し立ては却下された。
アレン・ヴァインシュタイン(Allen Weinstein)によると、1942年5月にFBIがチェインバースの元を訪れ、本人の共産活動について尋問している。
1948年8月3日、チェインバースは、下院非米活動委員会(House Committee on Un-American Activities)に召喚され、そこでアルジャー・ヒス(Alger Hiss)がアメリカ共産党員であり、ソ連の諜報員である趣旨を証言した。ヒスはこれを否定し、チェインバースを名誉棄損で訴えた。のちに、ヒスは実際にソ連のスパイとして諜報活動に従事していたことが発覚し、有罪判決を受けた。
1948年から1950年にかけて、チェインバースはタイム誌に顔を出せないと感じ、フィックスの家で時を過ごしていた。
アルジャー・ヒスの支持者たちは、1942年のフィックスの心臓発作および1950年の彼の死を利用する形で、1942年にフィックスの上司であったウィテカー・チェインバースを批判した。ヒスの熱烈な支持者であったマイヤー・ゼリグス(Meyer Zeligs)はチェインバースが「（フィックスを）この死んでもおかしくない仕事日程に如何にして引き込んだか」を詳細に述べた。
ディヴィッド・コート(David Cort)は、自身の説明を以下のように書き改めた。
タイム誌の錬金術師、ウィテカー・チェインバースの扇動のせいで、おぞましい事件が発生した。毎晩ブラックコーヒーを飲みながら無関係の部門で働くという、まったく必要の無い仕事のせいで、協力的な同僚の1人、カルヴァン・フィックスが心臓発作を起こしてしまったのだ
以降の作家たちもこの告発を繰り返し、その際にはコートの言葉を一語一句そのまま引用した。

## 作品
タイム誌はフィックスの署名入りの記事を書かせなかったが、フィックスは別の雑誌(The New Republic)でも記事を寄稿していた。
- "King Cole by W.R. Burnett" (1936)[27]
- "The House of Tavelinck by Jo van Ammers-Kuller" (1938)[28]
- "Dynasty of Death by Taylor Caldwell" (1938)[29]
- "Meek Heritage by Frans Eemil Sillanpää" (1938)[30]
- "Horns for our Adornment by Aksel Sandemose" (1938)[31]
- "The Monument by Pamela Hansford Johnson" (1938)[32]

## 参考
1. 1 2 3 4 5 6  
“Calvin Fixx”. The New York Times. (1950年3月4日) 2016年12月15日閲覧。
2. 1 2 3  
Seyersted, Per (2004). Robert Cantwell: An American 1930s Radical Writer and His Apostasy. Oslo: Novus Press. ISBN 82-7099-397-2
3. 1 2 3 4 5 6 7 8 9 10  
Hall, Foster (2000年). “Calvin Henry Fixx”.   Family Search. 2016年12月15日閲覧。
4. 1 2 3 4 5  
Reed, T.V (2014). Robert Cantwell and the Literary Left: A Northwest Writer Reworks American Fiction. University of Washington. pp. 26–27. ISBN 9780295805047 2016年12月15日閲覧。
5. 1 2  
Steiner, Michael C. (2015). Regionalists on the Left: Radical Voices from the American West. University of Oklahoma Press. ISBN 9780806148953 2016年12月15日閲覧。
6. 1 2  Chance, Harvey. The Life and Selected Letters of Lyle Saxon. Pelican Publishing. ISBN 9781455607365 2016年12月15日閲覧。
7. ↑  
Fitzgerald, Robert (2016年6月17日). “James Agee”.   This Recording. 2016年12月15日閲覧。
8. ↑  
“Letters: Calvin and Marlys Fixx to Bob and Eleanor Fitzgerald”.   Yale University Library. 2016年12月15日閲覧。
9. 1 2 3 4  
Chambers, Whittaker (1952). Witness. New York: Random House. pp. 478, 494–495. ISBN 9780394452333. LCCN 52-5149
10. ↑  
Fitzgerald, Robert (1993). The Third Kind of Knowledge. New York: New Directions. pp. 93. ISBN 9780811217743
11. ↑  
Saroyan, William (1940). Love's Old Sweet Song: A Play in Three Acts. Samuel French. pp. 72, 76 2017年7月15日閲覧。
12. ↑  Hartshorn, L. (2013), Alger Hiss, Whittaker Chambers and the Case That Ignited McCarthyism, McFarland & Company, Jefferson, North Carolina and London, p. 66
13. 1 2  
Vanderlan, Robert (2011). Intellectuals Incorporated: Politics, Art, and Ideas Inside Henry Luce's Media Empire. University of Pennsylvania Press. p. 239. ISBN 978-0812205633 2016年12月15日閲覧。
14. 1 2 3  
Tanenhaus, Sam (1997). Whittaker Chambers: A Biography. Random House. ISBN 9780307789266 2016年12月15日閲覧。
15. ↑  
“In Which When James Agee Woke He Was Almost Home”.   Northwestern University (1929年6月17日). 2016年12月15日閲覧。
16. 1 2  
“Marlys Fuller Fixx”. Sarasota Herald Tribune. (2004年2月7日) 2019年11月25日閲覧。
17. ↑  
Busick, Elie (1955年1月18日). “Investigation Finds Parlor Rules System No Longer In Use”. Oberlin Review (Oberlin College):  p. 1 2020年4月27日閲覧。
18. ↑  
“Jim Fixx”. New York Daily News:  p. 11. (1984年8月28日) 2020年4月27日閲覧。
19. ↑  
Gross, Jane (1984年7月22日). “James F. Fixx Dies Jogging; Author on Running was 52”. New York Times 2015年8月13日閲覧。
20. ↑  
Dee, Jonathan (1986年). “John Hersey, The Art of Fiction No. 92”. The Paris Review. 2016年12月16日閲覧。
21. ↑  
Chambers, Whittaker; de Toledano, Ralph (1997). Notes from the Underground: The Whittaker Chambers--Ralph de Toledano Letters: 1949–1960. Regnery Publishers. p. 17. ISBN 9780895264251 2016年12月15日閲覧。
22. ↑  
Wilson, Sloan (1976). What Shall We Wear to This Party?: The Man in the Gray Flannel Suit Twenty Years Before & After. Arbor House. pp. 21, 171–172. ISBN 9780877951193 2016年12月15日閲覧。
23. ↑  
Weinstein, Allen (1978). Perjury: The Hiss-Chambers Case. Random House. ISBN 9780817912260 2016年12月15日閲覧。
24. ↑  
Zeligs, Meyer (1967). Friendship and Fratricide. Viking. pp. 308–309 2016年12月15日閲覧。
25. ↑  
Cort, David (1974). The Sin of Henry R. Luce: An Anatomy of Journalism. L. Stuart. pp. 149, 300 (ghoulish). ISBN 9780818402012 2016年12月15日閲覧。
26. ↑  
Hartshorn, Lewis (2013). Alger Hiss, Whittaker Chambers, and the Case that Ignited McCarthyism. McFarland (self-published). p. 66. ISBN 9780786474424 2016年12月16日閲覧。
27. ↑  
Fixx, Calvin (21 October 1936). “Fiction Round-Up: King Cole by W.R. Burnett”. The New Republic.
28. ↑  
Fixx, Calvin (19 October 1938). “King Cole by W.R. Burnett”. The New Republic.
29. ↑  
Fixx, Calvin (19 October 1938). “Dynasty of Death by Taylor Caldwell”. The New Republic.
30. ↑  
Fixx, Calvin (19 October 1938). “Meek Heritage by F.E. Sillanpaa”. The New Republic.
31. ↑  Fixx, Calvin (19 October 1938). “Horns for our Adornment by Aksel Sandemose”. The New Republic.
32. ↑  Fixx, Calvin (19 October 1938). “The Monument by Pamela Hansford Johnson”. The New Republic.